# Acanthodelta radama
Acanthodelta radama är en fjärilsart som beskrevs av Felder 1874. Acanthodelta radama ingår i släktet Acanthodelta och familjen nattflyn. Inga underarter finns listade i Catalogue of Life.